# Église Saint-Martin de Ham-sur-Heure
L'église Saint-Martin (en wallon : eglijhe Sint-Mårtén) est un édifice religieux catholique qui se trouve à Ham-sur-Heure dans la commune d'Ham-sur-Heure-Nalinnes en province du Hainaut (Région wallonne de Belgique). De style néogothique l'église date du XIXe siècle. Elle est lieu de culte de la communauté catholique du village. 

## Historique

### Projet
La seconde moitié du XIXe siècle fut marquée par de grands travaux dans la commune : nouvelles écoles, nouvelle maison communale, nouveaux chemins, etc. Dès 1866, une fissure avait été détectée dans un mur de l'église paroissiale construite 44 ans auparavant. Le 7 avril 1874, le conseil communal adopta la décision de principe pour la construction d'un nouveau sanctuaire, grâce à un don généreux de 15 500 francs offert par Henriette de Paul de Barchifontaine, résidant dans son château d'Hameau.

### La construction
Plusieurs siècles s'étaient écoulés avant que l'église paroissiale ne suive le chemin menant dans la vallée où se trouvait désormais le centre du village : c'est en 1820 qu'elle fut transférée sur le site d'une ancienne chapelle Sainte-Anne. À seulement 40 ans, les marques d'une vieillesse prématurée due à une conception architecturale médiocre commencèrent à apparaître. Après dix ans de débats, elle céda sa place à un sanctuaire alliant la robustesse de ses prédécesseurs. Érigée entre 1877 et 1881 dans un style néogothique primaire, ses plans furent dessinés par l'architecte anversois Jos Schadde, dont le buste orne également une autre de ses œuvres : la Vieille Bourse d'Anvers.
La construction de l'église, débutée en 1877, fut semée d'embûches. Elle fut prise en possession en 1879, mais les travaux de la tour-clocher ne s'achevèrent qu'en 1881. Et en 1886, le conseil de fabrique déplorait encore le manque de finitions. Le coût officiel total de l'édifice atteignit 130 704,86 francs.

## L'intérieur

### La décoration
Le programme ambitieux de décoration de l'église fut mené à bien en moins d'un demi-siècle, jusqu'à ce que la Seconde Guerre mondiale mette un terme à cet élan. Dès 1895, de nouveaux vitraux inspirés du style médiéval furent installés, suivis, vers 1905, d'une exceptionnelle décoration murale complète qui apporta une noble gaieté à l'édifice majestueux. Dans l'esprit de l'uniformisation néogothique, l'ancien mobilier disparut. L'imposant autel central fut remplacé par un modeste tabernacle gardé par deux anges, tandis qu'une grande croix suspendue au plafond délimitait le chœur. Quant à saint Antoine, il céda sa place à la chaire de vérité, désormais privée de son abat-voix.
La prochaine étape vit l'autel principal temporaire remplacé par une œuvre néogothique qui est toujours en place aujourd'hui. Sculptée par Jan Custers, originaire de Stratum-lez-Eindhoven (Pays-Bas), elle fut offerte en 1909 par la famille de Ponthière. Ce style unifié s'étendit également à l'autel du bienheureux Richard de Sainte-Anne (1904-05), aux stalles (1924), à la chaire de vérité (1927), aux confessionnaux (1933), au banc de communion et au reste du mobilier ordinaire.

### Le mobilier
Le tabernacle, chef-d'œuvre bruxellois en chêne polychrome sculpté vers 1470, est un retable créé pour la noblesse de l'ancienne église. À l'origine magnifiquement recouvert d'or, il a traversé les siècles en subissant leur incompréhension. En 1886, il fut installé sur l'autel latéral gauche du sanctuaire. Ses cinq scènes relatent les circonstances de la naissance du Christ.

### Les vitraux
Aux alentours de 1900, deux vitraux furent installés sur l'une des fenêtres du presbytère. Les médaillons centraux étaient entourés des couleurs d'Ham-sur-Heure (jaune et rouge). L'un d'eux, au moins celui de droite, s'inspirait d'une photo réalisée par E. Gastelain et L. Lagaeri de Bruxelles, laquelle avait également servi pour imprimer une carte postale. Ces vitraux restèrent en place jusqu'aux années 1970.
L'embellissement de l'église fut interrompu par la Seconde Guerre mondiale (1939-1945). Les derniers vitraux primitifs de l'édifice occupaient encore la verrière du jubé. En 1951, le curé Scohier commanda un dessin pour les remplacer. Consacré à la musique, ce projet rompait avec l'harmonie néogothique de l'ensemble en adoptant des lignes et des grisailles modernes. Cependant, il ne fut jamais réalisé.

## Galerie

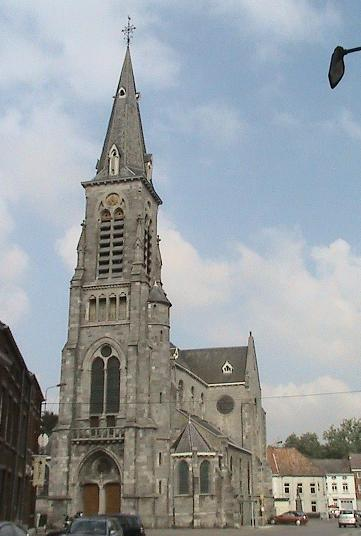
L'église (en septembre 2007).
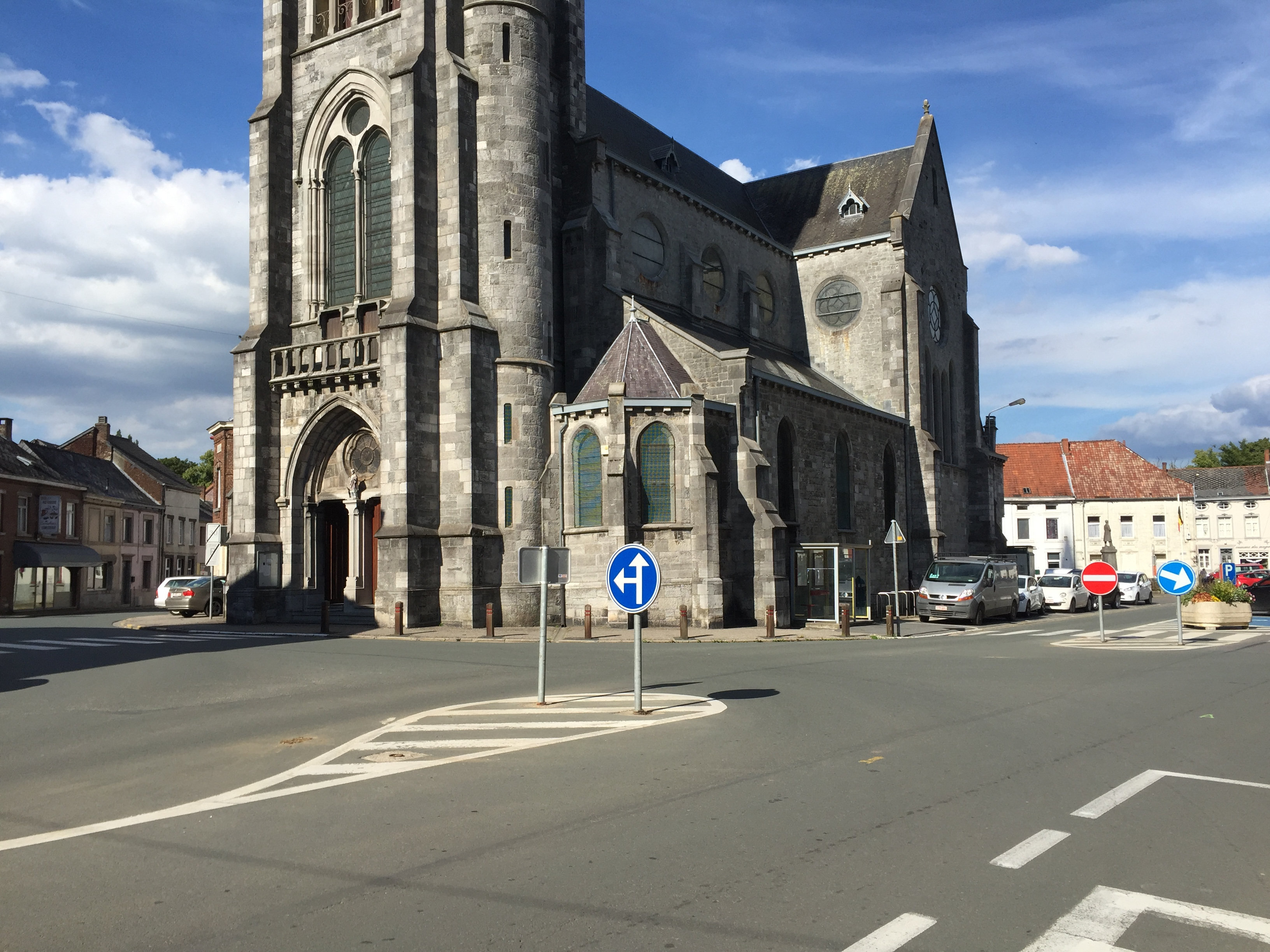
La grand-place et l'église.
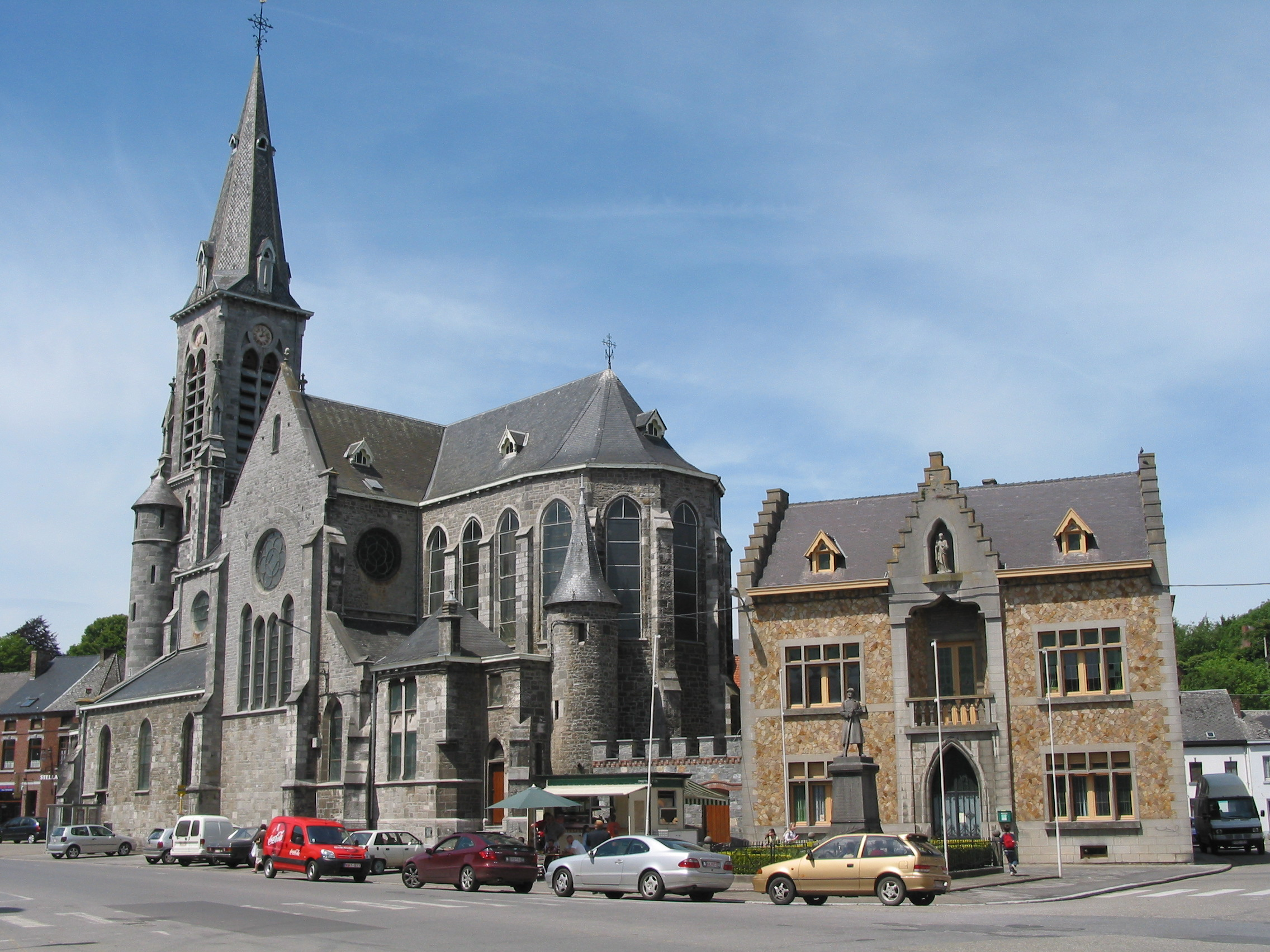
L'église et la maison paroissiale.